# Moskauer Konzeptualismus
Der Moskauer Konzeptualismus ist eine in Moskau entstandene Strömung der inoffiziellen Kunst der Sowjetunion im Bereich Bildende Kunst, Performance, Aktionskunst und Literatur. Sie verbindet die Ideen des westlichen Konzeptualismus und der sowjetischen Soz Art. 

## Begriff
Der Begriff wurde 1979 von Boris Groys in einem Aufsatz mit dem Titel „Moskauer Romantischer Konzeptualismus“ (Moskovskij romantičeskij konceptualizm) geprägt, der in der Zeitschrift A-Ja erschien. Der Begriff Konzeptualismus stammt von dem US-amerikanischen Künstler Sol Le Witt.

## Merkmale
Die Literatur des Moskauer Konzeptualismus ist von starker Intertextualität, Intermedialität und einer Ablehnung des sowjetischen Kunstverständnisses geprägt. Die Grenzen zwischen Massenkultur, Populärkultur und Hochkultur sollen überwunden und die Rolle des Autors neu erfunden werden.
Nicht der Autor soll das Werk formen, sondern der Rezipient. Der Betrachter wird somit aktiv in das Geschehnis und in den Werkprozess mit einbezogen. Künstlerinnen und Künstler versuchen Kunstobjekte nicht zu produzieren, sondern die Herstellungsprozesse und Bedingungen der Rezeption von Kunst sichtbar zu machen. Auf eine provokante und humorvolle Art und Weise beschäftigen sich die Moskauer Konzeptualisten mit der Problematik, wie Kunst innerhalb einer Gesellschaft funktioniert, wie Kunst und reale Lebenswelten in Beziehung zueinander stehen können. Durch Methoden wie Intertextualität und Zitation kann der Urheber nicht mehr eindeutig identifiziert werden und in der Aktionskunst verschwimmen die Grenzen zwischen Künstler und Publikum.

## Bekannte Vertreter
Gruppe Kollektive Aktionen, Dimitrij Prigov, Vladimir Sorokin, Lew Rubinstein, Ilja Kabakow, Andrei Monastyrski, Vadim Zakharov und Victor Skersis (SZ Gruppe), Nikita Alexejew, Juri Albert, Sabine Hänsgen.